# Espectro discreto

La parte discreta del espectro de emisión de hidrógeno.

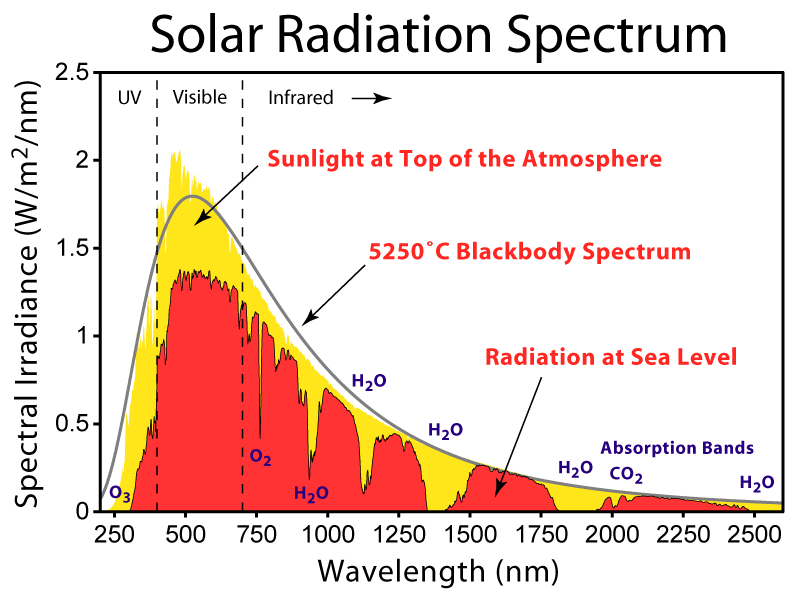
Espectro de luz solar sobre la atmósfera (amarillo) y al nivel del mar (rojo), que revela un espectro de absorción con una parte discreta (como la línea debida a) y una parte continua (como las bandas etiquetadas).

Se dice que una cantidad física tiene un espectro discreto si solo toma valores distintos, con espacios entre un valor y el siguiente. 
El ejemplo clásico de espectro discreto (para el cual se usó por primera vez el término) es el conjunto característico de líneas espectrales discretas vistas en el espectro de emisión y el espectro de absorción átomos aislados de un elemento químico, que solo absorben y emiten luz a longitudes de onda particulares. La técnica de espectroscopia se basa en este fenómeno. 

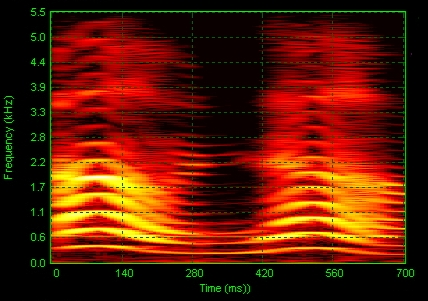
Espectrograma acústico de las palabras "¡Oh, no!" dicho por una joven, mostrando cómo el discreto espectro del sonido (líneas de color naranja brillante) cambia con el tiempo (el eje horizontal).

Los espectros discretos se contrastan con los espectros continuos que también se ven en tales experimentos, por ejemplo, en emisiones térmicas, en radiación sincrotrónica y muchos otros fenómenos productores de luz. 
Los espectros discretos se ven en muchos otros fenómenos, como cuerdas vibratorias, microondas en una cavidad metálica, ondas de sonido en una estrella pulsante y resonancias en la física de partículas de alta energía. 
El fenómeno general de espectros discretos en sistemas físicos puede modelarse matemáticamente con herramientas de análisis funcional, específicamente mediante la descomposición del espectro de un operador lineal que actúa sobre un espacio funcional. 

## Orígenes de los espectros discretos

### Mecánica clásica
En la mecánica clásica, los espectros discretos a menudo se asocian a ondas y oscilaciones en un objeto o dominio acotado. Matemáticamente pueden identificarse con los valores propios de operadores diferenciales que describen la evolución de alguna variable continua (como tensión o presión) en función del tiempo y/o el espacio. 
Los espectros discretos también son producidos por algunos osciladores no lineales donde la cantidad relevante tiene una forma de onda no sinusoidal. Ejemplos notables son el sonido producido por las cuerdas vocales de los mamíferos. : p.684  y los órganos de estridulación de los grillos, cuyo espectro muestra una serie de líneas fuertes en frecuencias que son múltiplos enteros ( armónicos ) de la frecuencia de oscilación. 
Un fenómeno relacionado es la aparición de armónicos fuertes cuando una señal sinusoidal (que tiene el último "espectro discreto", que consiste en una sola línea espectral) es modificada por un filtro no lineal; por ejemplo, cuando se reproduce un tono puro a través de un amplificador sobrecargado, o cuando un haz láser monocromático intenso atraviesa un medio no lineal. En el último caso, si dos señales sinusoidales arbitrarios con frecuencias f y g se procesan juntos, la señal de salida tendrá generalmente líneas espectrales a frecuencias |mf + ng| donde m y n son números enteros cualesquiera. 

### Mecánica cuántica
En mecánica cuántica, el espectro discreto de un observable corresponde a los valores propios del operador utilizado para modelar ese observable. Según la teoría matemática de tales operadores, sus valores propios son un conjunto discreto de puntos aislados, que pueden ser finitos o contables. 
Los espectros discretos generalmente se asocian con sistemas que están unidos en algún sentido (matemáticamente, confinados a un espacio compacto). Los operadores de momento y posición tienen espectros continuos en un dominio infinito, pero un espectro discreto (cuantificado) en un dominio compacto y las mismas propiedades de los espectros se mantienen para el momento angular, los hamiltonianos y otros operadores de sistemas cuánticos. 
El oscilador armónico cuántico y el átomo de hidrógeno son ejemplos de sistemas físicos en los que el hamiltoniano tiene un espectro discreto. En el caso del átomo de hidrógeno, el espectro tiene una parte continua y una parte discreta, la parte continua representa la ionización. 